# 헤네시 베놈 F5
헤네시 베놈 F5(영어: Hennessey Venom F5)는 미국 텍사스주 실리에 위치한 튜닝 메이커 '헤네시 퍼포먼스 엔지니어링(HPE)'이 생산하는 슈퍼카이다. 2017년에 라스베이거스 열린 US 세마쇼에서 출시된 모델로 기존의 헤네시 베놈 GT 모델의 후속 차량이자 최초의 독자로 개발된 차량이다. 이 차량의 최대 출력은 1817마력으로 부가티 시론의 1500마력보다 강한 것이 특징이다. 엔진은 V8형 엔진이 탑재되었고, 변속기의 경우 6단 수동 변속기와 7단 반자동 변속기가 적용되었고, 패들 시프터가 장착되었다. 엔진은 6.6L OHV V8형을 탑재했으며, 차체는 카본파이버로 구성되었다. 최고 속도의 목표는 483km/h이며 경쟁 차량은 SSC 노스아메리카에서 제작된 SSC 투아타라 모델이 있다. 향후 24대 한정 생산 계획을 목표로 2019년 5월에 최초로 차체 제작이 시작되었다.